# (214487) Baranivka
(214487) Baranivka est un astéroïde de la ceinture principale.

## Description
(214487) Baranivka est un astéroïde de la ceinture principale. Il fut découvert le 29 octobre 2005 à Androuchivka par l'observatoire astronomique d'Androuchivka. Il présente une orbite caractérisée par un demi-grand axe de 3,16 UA, une excentricité de 0,14 et une inclinaison de 6,4° par rapport à l'écliptique.

## Compléments